# 우편국 (기업)

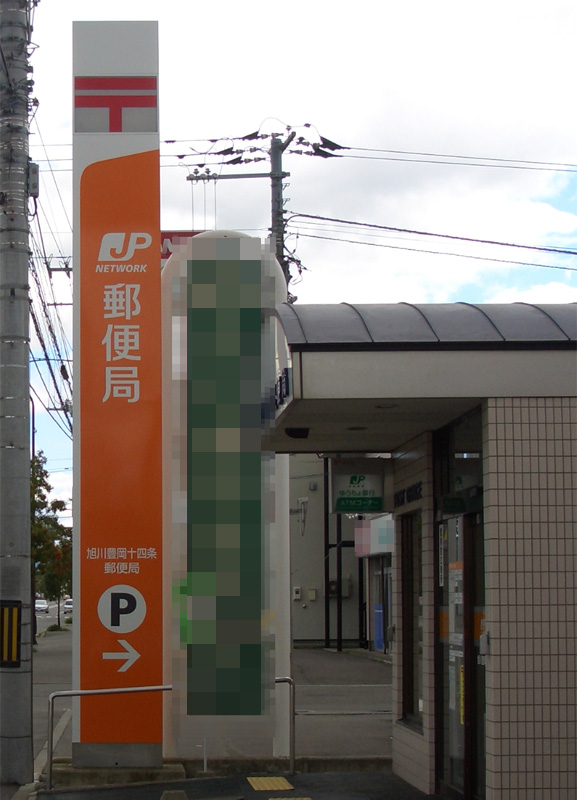
JP 우편국의 로고 입간판

우편국 주식회사(일본어: 郵便局株式会社 유빈쿄쿠[*], Japan Post Network Co., Ltd.)는 2005년 10월 21일에 공포된 우정민영화 관련 6개 법안에서 규정된 우편국 및 우편 창구를 활용하여 지역 주민의 편리 증진에 이바지하는 업무를 운영하는 것을 목적으로 하는 일본의 기업이다. 2007년 10월 1일에 설립되었다. 일본 최대의 점포망을 가진 기업으로, 보통 JP 우편국이라고도 한다.

## 점포 및 업무
우편전문국을 제외한 우편국 전체가 우편국 주식회사의 점포가 될 예정이다. 이는 지점(국) 숫자만 24,600여 개로, 일본에서 가장 많은 점포를 가진 편의점 세븐일레븐의 약 2배에 해당하는 일본 최대의 점포망에 해당한다.
우편 집배 업무는 우편사업회사로 이관되기 때문에, 우편 창구 업무와 저금 업무, 보험 유치만이 ‘우편국’의 업무이다. 또한 유초 은행의 지점이 설치되는 우체국의 창구는 우편 저금은 담당하지 않고, 우편 창구와 보험 업무만 담당한다. 또한 일본우정공사의 영업직이 담당하던 우편 저금, 간이 보험 영업, 수금 등도 우편국 주식회사로 이관된다.

## 같이 보기
- 일본의 우정민영화
- 일본우정
- 우체국